# بهارة برد خياري (دشت روم)
بهارة برد خیاري (بالفارسية: بهاره بردخیاری) هي قرية تقع في إيران في قسم دشت روم الريفي. يقدر عدد سكانها بـ 40 نسمة بحسب إحصاء 2016.